# ФК Шахтьор (Солигорск)
ФК Шахтьор Солигорск (на беларуски: ФК Шахцёр Салігорск) е беларуски футболен отбор от град Солигорск.
Добре познат на българскиата аудитория от мачовете с ЦСКА през 2001 г. „Шахтьор“ държи рекорда за най-голяма победа на беларуски тим в Европа – 7:1 срещу североирландския Оума Таун през 2003 г. В периода август 2000 г. – октомври 2004 г. тимът записва рекордните за Висшата лига 60 поредни мача без загуба у дома.

## Успехи
- Шампион на Беларус (4): 2005, 2020, 2021, 2022
  - Сребърен медалист: 2010, 2011, 2012, 2013, 2016, 2018
  - Бронзов медалист: 2002, 2004, 2006, 2007, 2014, 2015, 2017
- Носител на Купа на Беларус (3): 2004
  - Финалист за Купа на Беларус (3): 2006, 2008, 2009
  - Финалист на Купа на шампионите на Съдружеството (1): 2001
- Финалист за Суперкупа на Беларус (2): 2020, 2023

## Български футболисти
- Иван Караджов: 2017 - (15 мача - 0 гола)
- Даниел Златков: 2018 - (2 мача - 1 гол)